# Hobotnice
Hobotnice (znanstveno ime Octopoda) so red mehkužcev, predstavniki katerega živijo v svetovnih morjih, predvsem na koralnih grebenih.
Sem uvrščamo okrog 300 danes živečih opisanih vrst, kar je približno tretjina vseh znanih vrst mehkužcev.
Za vse je značilno, da imajo osem lovk, iz česar izvira tudi njihovo znanstveno ime (iz grščine starogrško ὀκτάπους (oktapous), »osmeronogi«). Te se razlikujejo od lovk sip in lignjev po tem, da imajo priseske po vsej dolžini namesto samo na koncu. Večina hobotnic je popolnoma brez trdnega skeleta, kar jim omogoča izjemno gibčnost. Najtrši del telesa je oster »kljun« v ustih, ki se nahajajo v sredini med lovkami.
Hobotnice so med najinteligentnejšimi nevretenčarji, kar jim pomaga pri lovljenju plena in izogibanju naravnim sovražnikom. Pri tem si pomagajo tudi s sposobnostjo stiskanja skozi ozke prehode, menjanja barve in strupom.
Imajo kratko življenjsko dobo, ki traja od pol leta do pet let pri največjih vrstah.